# ميغ بينيت
ميغ بينيت (بالإنجليزية: Meg Bennet)‏ هي كاتبة سيناريو وممثلة أمريكية، ولدت في 4 أكتوبر 1950.